# Craspedosoma trisetosum
Craspedosoma trisetosum är en mångfotingart som beskrevs av Hutton 1877. Craspedosoma trisetosum ingår i släktet Craspedosoma och familjen knöldubbelfotingar. Inga underarter finns listade i Catalogue of Life.